# Juliana Aray Franco
Juliana Aray Franco (Cartagena de Indias, 20 de junio de 1985) es una comunicadora social y política colombiana, Representante a la Cámara por el departamento de Bolívar, por el Partido Conservador.
Es Comunicadora Social del Politécnico Grancolombiano de Bogotá, especialista en Gerencia de Mercadeo de la  Universidad Tecnológica de Bolívar  y Magíster en Dirección de Comunicaciones Corporativas de la   Universidad de Barcelona, España.

## Trayectoria profesional
Se ha desempeñado como asesora en comunicaciones de varias entidades del sector público y privado, entre ellos: el Instituto Distrital de Deportes y Recreación - IDER-, del Hospital Local Cartagena de Indias, de la Secretaría de Salud del Departamento de Bolívar, de la Personería Distrital de Cartagena. Además, ejerció como coordinadora del área de marketing de la Redcol Holding.
En marzo de 2022 fue elegida como Representante a la Cámara por el departamento de Bolívar. Es integrante de la Comisión Tercera Constitucional de Hacienda o Crédito Público que estudia los temas de impuesto y contribuciones, exenciones tributarias, régimen monetario, leyes sobre el Banco de la República, sistema de banca central, leyes sobre monopolios, autorización de empréstitos, mercado de valores, regulación económica, planeación nacional, régimen de cambios, actividad financiera, bursátil y aseguradora y de captación de ahorro.
También fue designada para conformar la Comisión Especial de Seguimiento y Vigilancia al Organismo Electoral de la Cámara de Representantes, Comisión Accidental de Seguimiento a la Situación Actual de las Empresas Air-e y Afinia y Comisión Accidental de seguimiento para que evalúen los informes sobre la ejecución presupuestal de los recursos recibidos productos de las estampillas aprobadas que se encuentran dolientes.

## Trabajo social
En junio del 2022 lideró la “Gran Donación X Bolívar”, que buscaba la recolección de alimentos no perecederos y elementos para los habitantes de municipios del departamento de Bolívar afectados por las lluvias e inundaciones. 
Sus líneas de trabajo van enfocadas a impulsar el deporte, el desarrollo de su departamento y  la protección del adulto mayor y la generación de oportunidades para los jóvenes. 